# Sarrebourg
Sarrebourg (nemško Saarburg) je naselje in občina v severovzhodni francoski regiji Loreni, podprefektura departmaja Moselle. Leta 1999 je naselje imelo 13.330 prebivalcev.

## Geografija
Kraj leži ob reki Saar (fr. Sarre) na jugu departmaja Moselle, 95 km jugovzhodno od Metza.

## Administracija
Sarrebourg je sedež istoimenskega kantona, v katerega so poleg njegove vključene še občine Barchain, Bébing, Brouderdorff, Buhl-Lorraine, Diane-Capelle, Harreberg, Hartzviller, Haut-Clocher, Hesse, Hommarting, Hommert, Imling, Kerprich-aux-Bois, Langatte, Niderviller, Plaine-de-Walsch, Réding, Rhodes, Schneckenbusch, Troisfontaines, Walscheid in Xouaxange s 27.487 prebivalci.
Naselje je prav tako administrativno središče okrožja, v katerem se nahajajo kantoni Fénétrange, Lorquin, Phalsbourg, Réchicourt-le-Château in Sarrebourg z 62.098 prebivalci.

## Pobratena mesta
- Saarburg (Nemčija).